# Acanthocardia echinata

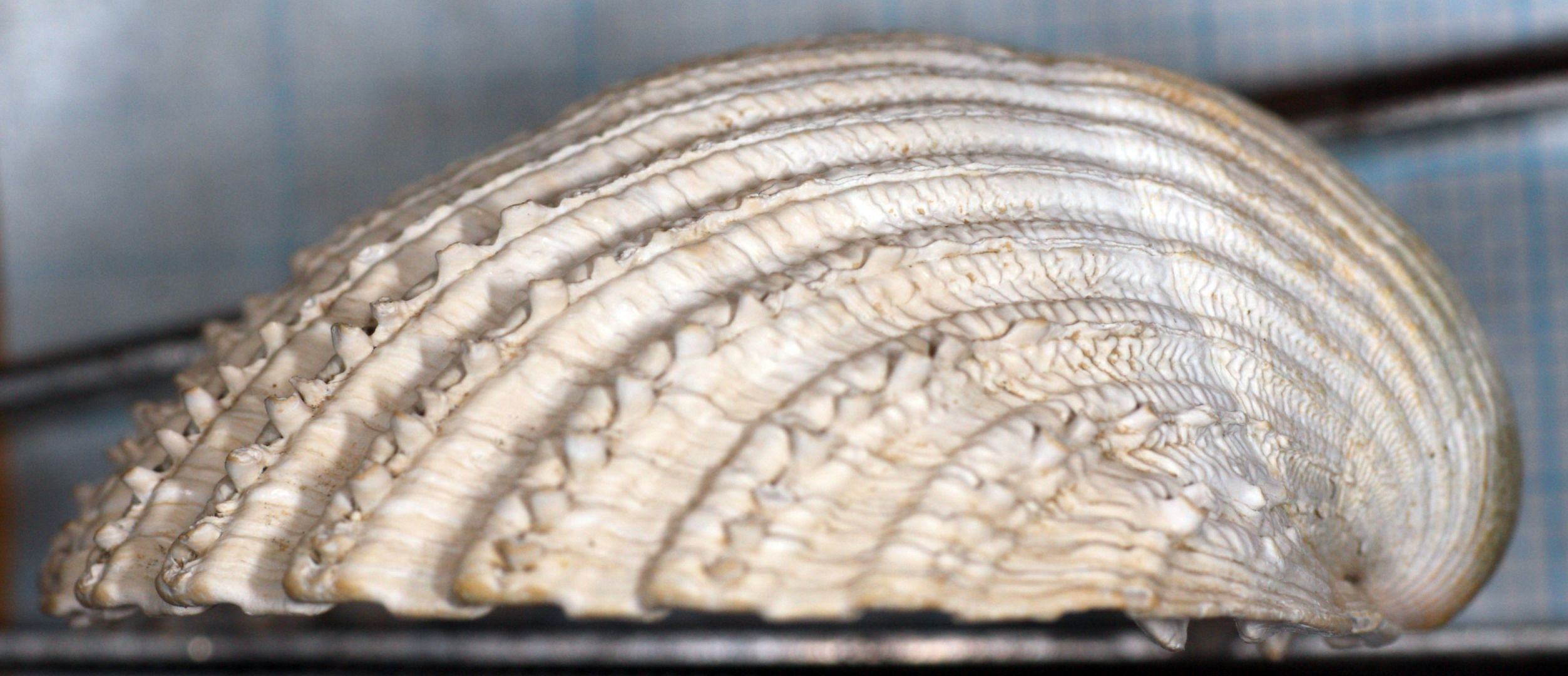
Vista lateral d'una valva dAcanthocardia echinata

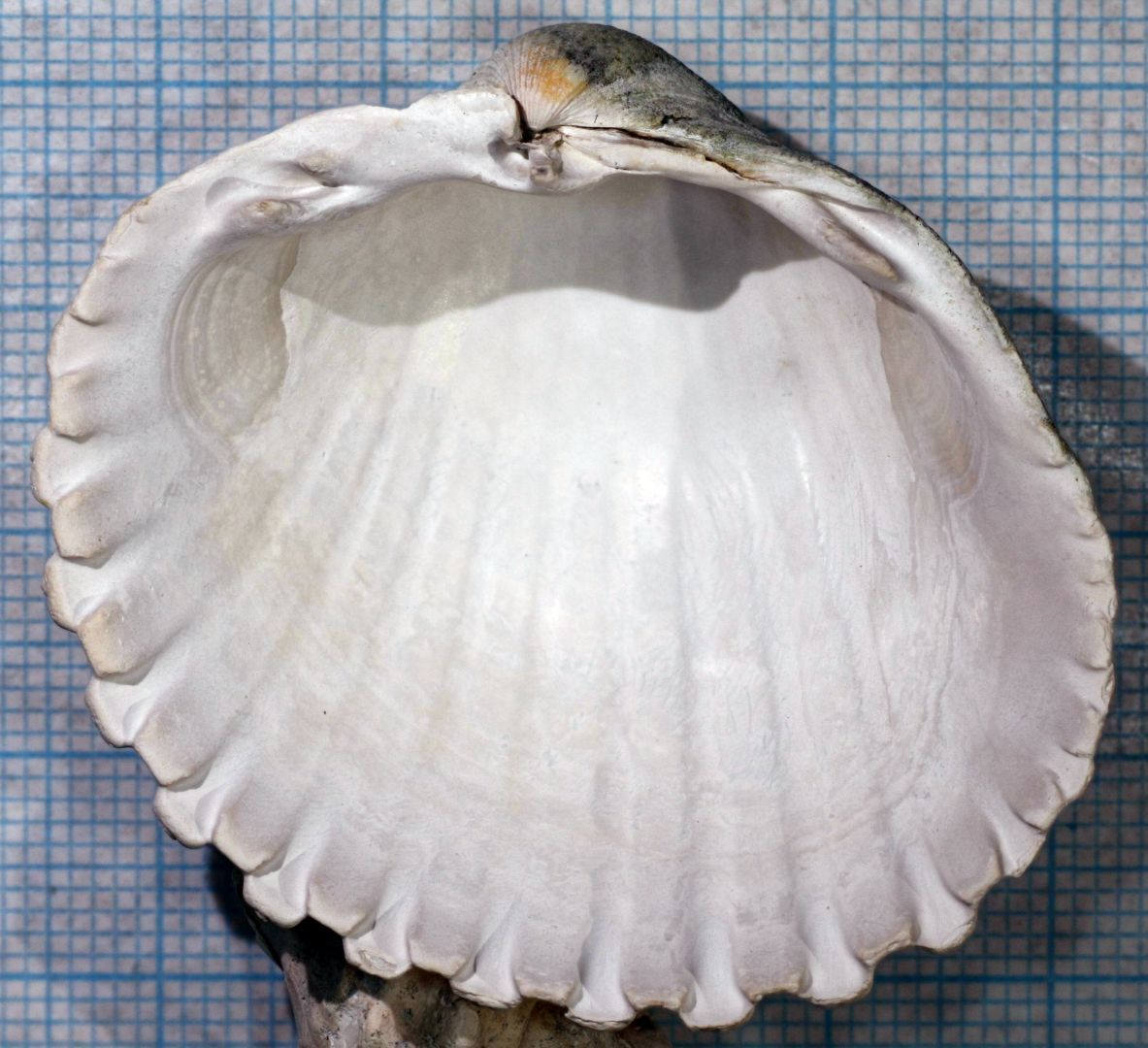
Vista interior d'una valva dAcanthocardia echinata

Acanthocardia echinata és una espècie de mol·lusc bivalve de l'ordre Veneroida que es pot trobar a les costes dels Països Catalans. No té un nom vulgar específic conegut en català. Si que en té en altres llengües com ara el neerlandès, danès i alemany.

## Morfologia
Closca en forma de cardioide. Té entre 18 i 25 costelles divergents des de la zona de l'articulació fins a les vores.

## Hàbitat
Present a diverses costes de la regió Boreal i Mediterrània. En la regió mediterrània sol habitar a uns 50 metres de profunditat.

## Usos
Com tots els individus de les espècies dels gèneres Acanthocardia, Cerastoderma i Venus, són pescades per al comerç. La seva destinació principal és per a l'alimentació humana.